# Sint-Antonius van Paduakerk (Werkendam)
De Sint-Antonius van Paduakerk is een voormalig katholiek kerkgebouw in de tot de Noord-Brabantse gemeente Altena behorende plaats Werkendam, gelegen aan Havenstraat.
Deze kerk werd in 1951 gebouwd naar ontwerp van Jan Strik. Het was een hulpkerk van de Johannes Nepomukparochie te Woudrichem. In 1953, tijdens de Watersnoodramp, liep het water ook het kerkje binnen.
In 1987 werd het kerkje alweer onttrokken aan de eredienst: het aantal katholieken in het overwegend protestantse Werkendam bleek niet voldoende om het gebouw in stand te houden. In 1989 volgde sloop. Op de plaats van de kerk werden woningen gebouwd.
Het was een eenvoudig bakstenen zaalkerkje in de stijl van de Bossche School. Op het dak bevond zich een klokkenruiter.